# Карпелово
Карпелово (прежде Корпелово) — деревня в Пестовском муниципальном районе Новгородской области. Входит в состав Быковского сельского поселения. Население по всероссийской переписи населения 2010 года — 80 человек (39 мужчин и 41 женщина).
Площадь территории деревни — 48,5 га. Карпелово находится в 12 км к востоку от города Пестово.

## История
В списке населённых мест Устюженского уезда Новгородской губернии за 1909 год деревня Корпелово указана как относящаяся к Маловосновской волости (2-го стана, 4-го земельного участка). Население деревни Корпелово, что была тогда на земле Корпеловского сельского общества — 123 жителя: мужчин — 51, женщин — 72, число жилых строений — 37. В деревне тогда имелся хлебозапасный магазин. Затем с 10 июня 1918 года до 31 июля 1927 года в составе Устюженского уезда Череповецкой губернии, затем в составе Кадницкого сельсовета Пестовского района Череповецкого округа Ленинградской области. Население деревни Корпелово в 1928 году — 165 человек. После упразднения в ноябре 1928 года Кадницкого сельсовета — Корпелово в составе Воскресенского сельсовета. По постановлению ЦИК и СНК СССР от 23 июля 1930 года Череповецкий округ был упразднён, а район перешёл в прямое подчинение Леноблисполкому. По Указу Президиума Верховного Совета СССР от 5 июля 1944 года Пестовский район был передан из Ленинградской области во вновь образованную Новгородскую область. Во время неудавшейся всесоюзной реформы по делению на сельские и промышленные районы и парторганизации, в соответствии с решениями ноябрьского (1962 года) пленума ЦК КПСС «о перестройке партийного руководства народным хозяйством» с 10 декабря 1962 года был образован, в числе прочих, крупный Пестовский сельский район на территории Дрегельского, Пестовского и Хвойнинского районов, а 1 февраля 1963 года административный Пестовский район в числе прочих был упразднён. Пленум ЦК КПСС, состоявшийся 16 ноября 1964 года восстановил прежний принцип партийного руководства народным хозяйством, после чего Указом Верховного Совета РСФСР от 12 января 1965 года сельские районы были преобразованы вновь в административные районы и решением Новгородского облисполкома № 6 от 14 января 1965 года Пестовский сельсовет и деревня вновь в составе Пестовского района.
С принятием Российского закона от 6 июля 1991 года «О местном самоуправлении в РСФСР» и Указом Президента РФ № 1617 от 9 октября 1993 года «О реформе представительных органов власти и органов местного самоуправления в Российской Федерации» деятельность Воскресенского сельского Совета была досрочно прекращена. Позднее была образована образована Администрация Воскресенского сельсовета (Воскресенская сельская администрация). По результатам муниципальной реформы, с 2005 года деревня входит в состав муниципального образования — Быковское сельское поселение Пестовского муниципального района (местное самоуправление), по административно-территориальному устройству подчинена администрации Быковского сельского поселения Пестовского района.